# Austrolethops
Austrolethops is een monotypisch geslacht van straalvinnige vissen uit de familie van grondels (Gobiidae). Het geslacht is voor het eerst wetenschappelijk beschreven in 1935 door Whitley.

## Soort
- Austrolethops wardi Whitley, 1935